# Église Saint-Pierre de Brain-sur-l'Authion
L'église Saint-Pierre est une église située à Brain-sur-l'Authion, en France.

## Localisation
L'église est située dans le département français de Maine-et-Loire, sur la commune de Brain-sur-l'Authion.

## Historique
L'édifice est inscrit au titre des monuments historiques en 1986.